# PLEKHA8
PLEKHA8‏ (Pleckstrin homology domain containing A8) هوَ بروتين يُشَفر بواسطة جين PLEKHA8 في الإنسان.